# Alluminofosfati
Gli alluminofosfati (AlPO) sono materiali cristallini microporosi neutri, con pori di dimensione massimo dei 15 ångström Å (m-10).
Hanno strutture altamente cristalline e porosità controllate, regolari ed elevata area superficiale, vengono utilizzate come setacci molecolari e catalizzatori.
Alcune loro strutture sono analoghe alle zeoliti come, ad esempio, la AlPO-34 strutturalmente uguale alla cabasite mentre altre non hanno nessun analogo fra le zeoliti.

Le AlPO sono costituite da all'alluminio e fosforo.

Il fosforo e l'alluminio sono presenti in unità tetraedriche connesse fra loro dall'ossigeno.
Sono composti neutri; ciò è dovuto alla sostituzione del Si+4 da parte P+5 questo fa sì che nella struttura della AlPO, formalmente rappresentabile come -Al-O-P- che l'ossigeno sia bilanciato completamente dal fosforo.

## AlPO metallo sostituite
L'acronimo è Me-APO; sono AlPO dove alcuni atomi di Al+3, sono sostituiti da cationi metallici bivalenti, es: Co, Mg, Zn, Ni.

Le sostituzioni creano una lacuna elettronica sull'ossigeno tra il P e il metallo creando un sito accettore di e-, acido.

## Sintesi
La sintesi delle AlPO avviene tramite cristallizzazione idrotermale, usando una miscela di Al(OH)3, H2PO4, con acido fluoridrico (HF) e un direttore di struttura, templante.
Questo gel viene immesso in una camicia di teflon dentro un'autoclave e scaldato dai 150 ai 165 °C sotto pressione autogena per 7-8 giorni. Il prodotto viene filtrato, lavato con acqua distillata e seccato.
Ora il templante organico, intrappolato nei micropori viene rimosso per liberarli e rendere attive le AlPO, tramite calcinazione in flusso d'aria a 800-850 °C per 12-16 ore.

Per preparare delle Me-APO bisogna aggiungere il sale del metallo nella soluzione prima di aggiungere il templante.
Queste sono le linee guida; poi per ogni AlPO ci saranno condizioni operative diverse che permetteranno di avere AlPO con un'unica fase cristallografica ben definita ed una maggiore cristallinità.

## Caratterizzazione
Le AlPO sono studiate tramite la diffrazione dei raggi X, per poterne capire le fasi, la cristallinità e dimensione dei grani, l'analisi termogravimetrica per studiare la stabilità termica alle varie temperature.